# Ronde van Italië 2019/Zeventiende etappe
De zeventiende etappe van de Ronde van Italië 2019 was een rit over 180 kilometer tussen Commezzadura en Rasen-Antholz. De etappe ging over vier beklimmingen, maar leek waarschijnlijk te makkelijk om het klassement op zijn kop te zetten. In de finale was er echter nog een kans om tijdsverschillen te maken op de slotklim. 
| Commezzadura – Rasen-Antholz 180 km) |                    |                             |          |
| Plaats                               | Naam               | Ploeg                       | Tijd     |
| 1                                    | Nans Peters        | AG2R La Mondiale            | 4u41'34" |
| 2                                    | Esteban Chaves     | Mitchelton-Scott            | + 1'34"  |
| 3                                    | Davide Formolo     | BORA-hansgrohe              | + 1'51"  |
| 4                                    | Fausto Masnada     | Androni Giocattoli-Sidermec | z.t.     |
| 5                                    | Krists Neilands    | Israel Cycling Academy      | z.t.     |
| 6                                    | Tanel Kangert      | EF Education First          | + 2'02"  |
| 7                                    | Valerio Conti      | UAE Team Emirates           | + 2'08"  |
| 8                                    | Gianluca Brambilla | Trek-Segafredo              | z.t.     |
| 9                                    | Chris Hamilton     | Team Sunweb                 | + 2'22"  |
| 10                                   | Andrea Vendrame    | Androni Giocattoli-Sidermec | + 2'34"  |
|                                      |                    |                             |          |
| 11                                   | Thomas De Gendt    | Lotto Soudal                | + 2'37"  |
| 12                                   | Koen Bouwman       | Team Jumbo-Visma            | + 2'48"  |

| Algemeen klassement |                    |                       |            |
| Plaats              | Naam               | Ploeg                 | Tijd       |
| Roze trui           | Richard Carapaz    | Movistar Team         | 74u48'18"  |
| 2                   | Vincenzo Nibali    | Bahrain-Merida        | + 1'54"    |
| 3                   | Primož Roglič      | Team Jumbo-Visma      | + 2'16"    |
| 4                   | Mikel Landa        | Movistar Team         | + 3'03"    |
| 5                   | Bauke Mollema      | Trek-Segafredo        | + 5'07"    |
| 6                   | Miguel Ángel López | Astana Pro Team       | + 6'17"    |
| 7                   | Rafał Majka        | BORA-hansgrohe        | + 6'48"    |
| 8                   | Simon Yates        | Mitchelton-Scott      | + 7'13"    |
| 9                   | Pavel Sivakov      | Team INEOS            | + 8'21"    |
| 10                  | Davide Formolo     | BORA-hansgrohe        | + 8'59"    |
|                     |                    |                       |            |
| 35                  | Pieter Serry       | Deceuninck–Quick-Step | + 1u06'08" |

1e etappe ·
2e etappe ·
3e etappe ·
4e etappe ·
5e etappe ·
6e etappe ·
7e etappe ·
8e etappe ·
9e etappe ·
10e etappe ·
11e etappe ·
12e etappe ·
13e etappe ·
14e etappe ·
15e etappe ·
16e etappe ·
17e etappe ·
18e etappe ·
19e etappe ·
20e etappe ·
21e etappe
Startlijst · Eindstanden · Afbeeldingen